# Bundesforschungsanstalt für Landwirtschaft

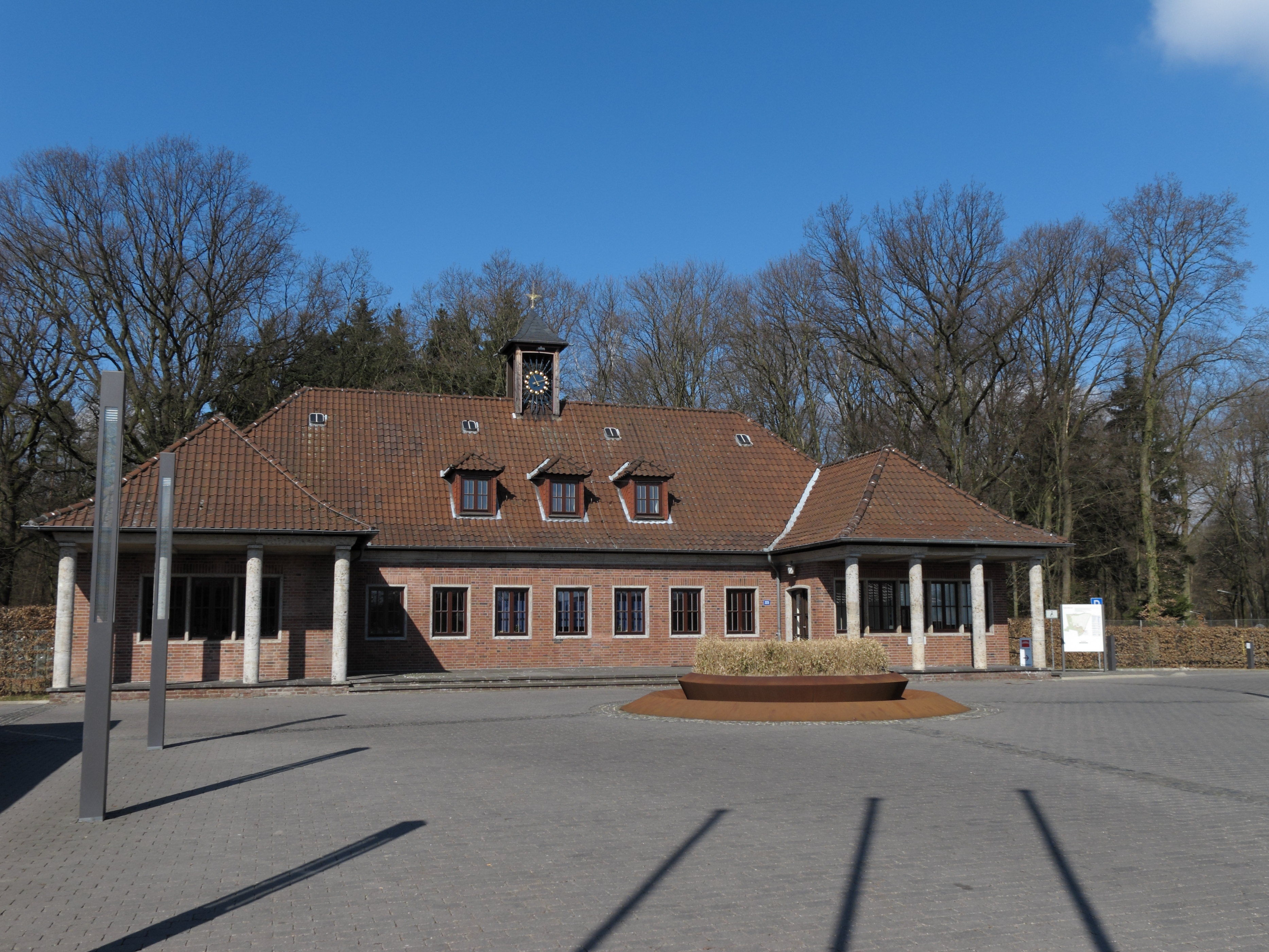
Braunschweig, Haupttor der FAL

Die Bundesforschungsanstalt für Landwirtschaft (FAL) war eine Forschungseinrichtung im Geschäftsbereich des Bundesministeriums für Ernährung, Landwirtschaft und Verbraucherschutz. Zum 1. Januar 2008 wurden die Institute der FAL auf das Johann Heinrich von Thünen-Institut, das Julius Kühn-Institut und das Friedrich-Loeffler-Institut aufgeteilt. Vorgängereinrichtung war die am 1. November 1947 begonnene Landwirtschaftliche Forschungsanstalt (LFA) den Beschluss dazu fasste der Wirtschaftsrat des Vereinigten Wirtschaftsgebietes am 18. Dezember 1947, ab 1. September 1949 Forschungsanstalt für Landwirtschaft (FAL) als Einrichtung des Landes Niedersachsen, ebenfalls in Braunschweig. Am 1. Juli 1966 ging die FAL in die Zuständigkeit des Bundes über und führte ab 1. Januar 1977 die Bezeichnung Bundesforschungsanstalt für Landwirtschaft (FAL).
Die FAL beschäftigte sich mit der Bereitstellung von wissenschaftlichen Grundlagen über die Landwirtschaft für die Politik und die Schaffung neuen Wissens für die Landwirtschaft. Die Anstalt hatte ihren Sitz in Braunschweig im nordwestlich gelegenen Ortsteil Völkenrode. An drei weiteren Standorten in Niedersachsen und Schleswig-Holstein unterhielt sie insgesamt zwölf Institute (Stand: 2007). Der Leiter mit dem Titel „Präsident“ wurde im zweijährlichen Turnus aus dem Kreise der Institutsleiter gewählt. Der letzte Präsident der FAL war Hans-Joachim Weigel, Vizepräsident Axel Munack (2007).

## Forschungsbereiche
- Die Bundesforschungsanstalt für Landwirtschaft war in vier Bereiche mit entsprechenden Instituten gegliedert:
  - Boden/Pflanze (Pflanzenernährung und Bodenkunde, Pflanzenbau und Grünlandwirtschaft, Agrarökologie)
  - Tier (Tierernährung, Tierzucht, Tierschutz und Tierhaltung)
  - Technik (Technologie und Biosystemtechnik, Betriebstechnik und Bauforschung)
  - Agrarökonomie (Betriebswirtschaft, Ländliche Räume, Marktanalyse und Agrarhandelspolitik)

Hinzu kam ein bereichsübergreifendes Institut für Ökologischen Landbau in Trenthorst (Schleswig-Holstein).

## Ehemalige Institute der FAL

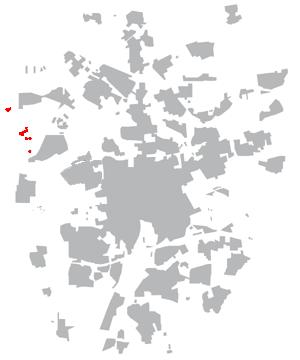
Landkarte von Braunschweig (ansässige Institute rot gekennzeichnet)

Die Gründungsphase hinsichtlich der vorgesehenen wissenschaftliche Aufgaben erstreckte über einige Jahre.
- Institut für Grünlandwirtschaft in Braunschweig, ab 05.11.1947
- Institut für Humuswirtschaft in Braunschweig, 01.04.1948
- Institut für Tierernährung in Braunschweig, 01.04.1948
- Institut für landtechnische Grundlagenforschung in Braunschweig, 01.04.1948
- Institut für Schlepperforschung in Braunschweig, 01.04.1948
- Institut für Landmaschinenforschung in Braunschweig, 01.04.1948
- Institut für landwirtschaftliche Marktforschung in Braunschweig, 01.04.1948
- Institut für Pflanzenbau und Saatguterzeugung in Braunschweig, 01.08.1948
- Institut für Biochemie in Braunschweig, 01.10.1948
- Institut für Bodenbearbeitung in Braunschweig, 01.04.1949
- Institut für Konstitutionsforschung in Grub bei München, 01.04.1950
- Institut für Betriebswirtschaft in Braunschweig, 01.04.1950
- Institut für landwirtschaftliche Bauforschung in Braunschweig, 01.04.1953

Infolge geänderter Aufgabenstellungen erfolgten im Laufe der Jahre etliche Namensänderungen, Schließungen, Zusammenlegungen und Neugründungen von Instituten:
- Institut für Pflanzenernährung und Bodenkunde in Braunschweig
- Institut für Pflanzenbau und Grünlandwirtschaft in Braunschweig
- Institut für Agrarökologie in Braunschweig
- Institut für Ökologischen Landbau in Trenthorst
- Institut für Tierschutz und Tierhaltung in Celle
- Institut für Tierzucht in Mariensee
- Institut für Technologie und Biosystemtechnik in Braunschweig
- Institut für Betriebstechnik und Bauforschung in Braunschweig
- Institut für Ländliche Räume in Braunschweig
- Institut für Marktanalyse und Agrarhandelspolitik in Braunschweig